# 朴鉄
朴 鉄（パク・チョル、朝鮮語: 박철/朴鐵、1938年10月5日 - 2020年7月13日）は、大韓民国の演出家。

## 生涯
日本統治時代の慶尚南道密陽に生まれ、高麗大学校卒業。1965年、ソウル中央放送（現・KBS）にプロデューサーとして入社し、1969年に文化放送に移籍。
テレビドラマ『継母』、『愛と真実』、『愛が何だって』、『塩鯖』などの演出を務めた。1996年12月に同社を定年で退職した後もテレビドラマにおいて活動し、
しばらく闘病していたが82歳で死去した。

## 親族
娘婿は俳優のウェズリー・スナイプス。